# Oxytropis sewerzowii
Oxytropis sewerzowii är en ärtväxtart som beskrevs av Aleksandr Andrejevitj Bunge. Oxytropis sewerzowii ingår i släktet klovedlar, och familjen ärtväxter. Inga underarter finns listade i Catalogue of Life.